# Amrullah Saleh
Amrullah Saleh (Dari/Pashto: امرالله صالح; sinh ngày 15 tháng 10 năm 1972) là một chính trị gia người Afghanistan. Ông là quyền tổng thống Afghanistan kể từ ngày 17 tháng 8 năm 2021 theo hiến pháp Afghanistan. Trước đây, ông từng là phó tổng thống thứ nhất thứ 5 của Afghanistan kể từ năm 2020 và giữ chức Bộ trưởng Nội vụ Afghanistan vào năm 2018 và 2019 và là người đứng đầu Tổng cục An ninh Quốc gia (NDS) từ năm 2004, cho đến khi ông từ chức vào năm 2010.
Trước khi lãnh đạo tình báo Afghanistan, ông là thành viên của Liên minh phương Bắc của Ahmad Shah Massoud. Năm 1997, Saleh được Massoud bổ nhiệm làm văn phòng liên lạc của Liên minh Phương Bắc bên trong Đại sứ quán Afghanistan ở Dushanbe, Tajikistan, phụ trách các liên hệ với các tổ chức phi chính phủ (nhân đạo) và cơ quan tình báo quốc tế. Sau khi từ chức khỏi NDS vào năm 2010, Saleh đã thành lập một phong trào ủng hộ dân chủ và chống Taliban được gọi là Basej-e Milli (Vận động Quốc gia) và Xu hướng Xanh.
Vào tháng 3 năm 2017, ông được Tổng thống Ashraf Ghani bổ nhiệm làm Bộ trưởng Nhà nước về Cải cách An ninh. Vào tháng 12 năm 2018, ông được Ghani bổ nhiệm làm Bộ trưởng Nội vụ. Ông từ chức Bộ trưởng Nội vụ vào ngày 19 tháng 1 năm 2019 để tham gia nhóm bầu cử của Ashraf Ghani và được bổ nhiệm làm Phó Tổng thống thứ nhất của Afghanistan.
Sau khi Kabul thất thủ và được Taliban kiểm soát, cùng với sự kiện Ghani bỏ chạy khỏi đất nước này, Saleh chuyển đến Thung lũng Panjshir, nơi ông tự xưng là Tổng thống của Afghanistan và tuyên bố thành lập một mặt trận chống Taliban, cùng với Ahmad Massoud và Bộ trưởng Quốc phòng Bismillah Khan Mohammadi.